# Biclavigera deterior
Biclavigera deterior är en fjärilsart som beskrevs av Louis Beethoven Prout 1916. Biclavigera deterior ingår i släktet Biclavigera och familjen mätare. Inga underarter finns listade i Catalogue of Life.